# Jean Sandahl
Carl Jean B:son Sandahl, född 15 februari 1920 i Halmstad, död där 11 december 1995, var en svensk, yrkesmålare, keramiker, målare och grafiker.
Han var son till tulltjänstemannen Bror E. Bengtsson och Saga Sofia Sandahl och från 1950 gift med Kerstin Andersson. Sandahl studerade vid Hovedskous målarskola 1948 och för Endre Nemes vid Valands målarskola 1948–1949 samt under studieresor till bland annat Paris där han studerade vid Académie de la Grande Chaumière. Han bedrev sitt konstnärskap vid sidan av sitt arbete som yrkesmålare. Tillsammans med Carl Johansson startade han en keramikverkstad i Halmstad där man tillverkade nyttokeramik av halländsk lera. Han medverkade i samlingsutställningar arrangerade av Hallands konstförening och i ett flertal grupputställningar. Tillsammans med Carl Johansson ställde han ut i Helsingborg. Bland hans noterbara arbeten märks en bisarr korsfästelsekomposition utförd i chamotte. Förutom keramik består hans konst av målningar utförda i gouache eller olja.